# Municipio de McCalmont
El municipio de McCalmont (en inglés: McCalmont Township) es un municipio ubicado en el condado de Jefferson en el estado estadounidense de Pensilvania. En el año 2000 tenía una población de 1.068 habitantes y una densidad poblacional de 15.7 personas por km².

## Geografía
El municipio de McCalmont se encuentra ubicado en las coordenadas 40°59′59″N 78°57′59″O / 40.99972, -78.96639.

## Demografía
Según la Oficina del Censo en 2000 los ingresos medios por hogar en la localidad eran de $34,306 y los ingresos medios por familia eran de $38,182. Los hombres tenían unos ingresos medios de $31,400 frente a los $20,833 para las mujeres. La renta per cápita de la localidad era de $17,083. Alrededor del 11,3% de la población estaba por debajo del umbral de pobreza.